# Rise of Nightmares
Rise of Nightmares är ett datorspel utvecklat av den japanska spelutvecklaren Sega.  Det har ett zombie-tema. Spelet släpptes 2011. Spelet kan användas tillsammans med Kinect.